# Вуктил
Вуктил (рус. Вуктыл) град је у Русији у Комији. Према попису становништва из 2010. у граду је живело 12356 становника.

## Становништво
| 1959. | 1970. | 1979.  | 1989.  | 2002.  | 2010.  |
| ----- | ----- | ------ | ------ | ------ | ------ |
| 100   | 7.814 | 16.767 | 19.330 | 14.472 | 12.356 |